# Xenoencyrtus megymeni
Xenoencyrtus megymeni is een vliesvleugelig insect uit de familie Encyrtidae. De wetenschappelijke naam is voor het eerst geldig gepubliceerd in 1917 door Dodd.